# Clubiona biembolata
Clubiona biembolata is een spinnensoort uit de familie struikzakspinnen (Clubionidae). De soort komt voor in Kazachstan. 